# Labidostomis lucida
Labidostomis lucida är en skalbaggsart som först beskrevs av Ernst Friedrich Germar 1823.  Labidostomis lucida ingår i släktet Labidostomis, och familjen bladbaggar. Arten har ej påträffats i Sverige.